# مصرع عبد السلام عارف

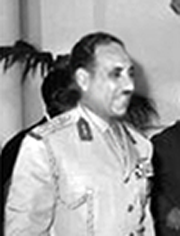
عبد السلام عارف

توفي الرئيس عبد السلام عارف إثر سقوط المروحية السوفيتية الصنع طراز ميل موسكو في ظروف غامضة، والتي كان يستقلها هو وبعض وزراءه ومرافقيه بين القرنة والبصرة مساء يوم 13 نيسان/أبريل 1966م، خلال زيارة تفقدية لألوية (محافظات) الجنوب للوقوف على خطط الإعمار وكذلك حل مشكلة المتسللين الإيرانيين.

## رؤى في البصرة
في يوم 11 نيسان/أبريل 1966م، تجول الرئيس عبد السلام عارف في موكب رسمي مهيب في شوارع البصرة حيث احتشدت جموعٌ غفيرة من محبيه من المواطنين وذلك في سيارة شفروليت مكشوفة، وتفقد الميناء ومنطقة المعقل ثم وضع حجر الأساس لمصنع الأسمدة الكيمياوية، وبعدها افتتح مصنع الأسمنت وكان أكبر معمل إسمنت في الشرق الأوسط في حينها.
ولقد أجرت بعض الصحف المقابلات الصحفية معه، ومن المقابلات المثيرة هي تصريحه عن آفاق عمله المستقبلية وخططه الخاصة بإعمار العراق حيث قال للصحفي نحن لدينا لجنة وزارية خاصة بخطط البناء والاعمار وبالتعاون مع جميع الوزارات، ثم درج في القول مازحاً، أما على الصعيد الشخصي فأقول لك الآية الكريمة «وما تدري نفس ماذا تكسب غدًا وما تدري نفس بأي أرضٍ تموت». أما في اللقاء الثاني وكان في المطار عند إقلاع الطائرة قبل وفاته بساعات، حيث كانت الشائعات تروج عن محاولة انقلابية، فأجاب الرئيس «لايهم إن بقيت حياً أم مت فتلك مشيئة الله وانا نذرت نفسي للعراق». وتذكر السيدة عقيلة الرئيس عارف بأنه أخبرها بأنه قد رأى رؤيا في منامه قبل أيام، وقد تكررت الرؤيا بأن زيارته للبصرة ستكون محطته الأخيرة، وعندما حاولت ثنيه عن السفر قال لها: «لكل أجل كتاب، لا يمكننا تأخير إرادة رب العالمين إذا شاء».

## خلل غامض
بعد التقائهِ بعشائر العمارة في منطقة النشوة والحاح شيوخ العشائر عليه بالبقاء معهم أطول فترة ممكنة، تجاوز الوقت فترة الغروب حيث ينبغي مهنيا على الطيار ان يتهيأ لأسلوب الطيران الليلي. وبعد انتهاء الضيافة العربية وبعض الكلمات المرحبة والخطب المتبادلة عن خطط اعمار مدينة العمارة وأقضيتها والإجابة عن اسئلة الصحفيين والشيوخ، ودع المضيفون عارف وموكبه بشكل حافل ومهيب. وبعد أن استقل الرئيس طائرته الرئاسية الخاصة التابعة للرف الجمهوري حلقت الطائرة بشكل غير مستقر، حيث بعد إقلاعها المباشر كانت اهتزازات متقطعة تحدث للمحرك وبعد ذلك شوهدت بعض النيران تندلع في الطائرة وبقيت فترة محلقة خارج سيطرة الطيار تطير باتجاهات مختلفة فوق النهر وعلى ارتفاع منخفض، حسب ما أدلى بهِ الطيار من خلال جهاز اللاسلكي مع الطائرات الأخرى ومع القاعدة الجوية. ولم ينتظر الرئيس عارف تحطم الطائرة التي كانت تحلق فوق بساتين النخيل على حافة النهر فانتظر اقترابها من الأرض فقفز من الطائرة محاولاً السقوط في النهر إلا أن اتجاه سقوط الطائرة أبعدها قليلا عن مجرى النهر مما أدى إلى سقوطهِ على الحافة الترابية للنهر فارتطم على جبينهِ مباشرة فأدى إلى اصابته بحالةِ إغماء ثم نزف شديد مع كسر في الجمجمة تسببت في وفاته بعد دقائق من سقوطهِ. وتشكلت لجنة تحقيق عسكرية لم تتوصل بدقة إلى سبب الحادث. وقد أعلن أن سبب الحادث كان خللاً فنياً في الطائرة الرئاسية جراء عاصفة رملية، ما حدا بالقيادة السوفييتية إلى إرسال لجنة تحقيق فنية حيث توصلت إلى قرار بأن الطائرة كانت سليمة ولم يكن سقوطها بسبب خلل فني وبقيت التكهنات هل هي مؤامرة أم سوء الملاحة الجوية أم ارتطام الطائرة ببعض أشجار النخيل.
وهناك رواية لضابط برتبة عميد متقاعد في الجيش العراقي تؤيد قصة الخلل الفني. ويذكر العميد أن الطائرة التي كان يستقلها الرئيس كانت إنكليزية الصنع من نوع (بالإنجليزية: Westland Weesex)‏ وليست روسية الصنع من طراز ميل موسكو. وهي واحدة من ثلاث طائرات كانت في موكب الرئيس وكانت هذه الطائرات تابعة للرف الجمهوري الذي كان مقره في قاعدة الرشيد الجوية. وكان يقود طائرة الرئيس النقيب الطيار خالد محمد كريم، ولم يكن ذا خبرة كبيرة في طيران الالآت في الأجواء الرديئة. ومن المثبت تأريخياً بأن منطقة النشوة في محافظة البصرة تكثر فيها العواصف الترابية، وقد اقترح أحد المسؤولين الكبار في قاعدة الرشيد الجوية في حينها على الرئيس عبد السلام عارف عدم العودة إلى بغداد إذا حل الظلام وهم لا يزالون في البصرة وذلك لقلة خبرة الطيارين في الطيران الليلي لكون هذا النوع من الطائرات كان حديث العهد في القوة الجوية العراقية، وهذا التحليل يتفق مع استنتاجات لجنة التحقيق الحكومية التي كانت برئاسة القاضي سالم محمد عزت بأن السبب الرئيسي لسقوط طائرة الرئيس كان بسبب العواصف الترابية التي هبت على منطقة النشوة في حينها وانعدام مدى الرؤيا وقلة خبرة الطيار في الطيران في مثل هذه الأجواء.

## دفنه
دفن قرب ضريح والده في جامع خان ضاري في قضاء أبو غريب وأعلن الحداد في العراق وأغلب الدول العربية وبعض الدول الصديقة وخرجت المسيرات في جميع محافظات العراق وبعض الدول العربية احتراما للرئيس العراقي منها مصر وتونس ولبنان واليمن والجزائر واطلق اسمه على عدد من الشوارع والمراكز والساحات العامة في العديد من الدول العربية والتي لا زال بعضها قائما لحد الآن منها مصر والجزائر ولبنان واليمن والسودان والكويت والمغرب. وبوفاته توقف مشروع الوحدة الثلاثية ومشروع القيادة الموحدة للجيوش العربية لدول المواجهة مع إسرائيل والذي استبدل بالقيادة المشتركة التي كانت تفتقر للتنسيق السوقي والتعبوي وبعد عام على وفاته خسر العرب في حرب يونيو / حزيران 1967.

## الجهات المستفيدة من غياب عارف عن المسرح السياسي
بسبب الغموض الذي اكتنف حادث مصرع عارف أثير الكثير من الجدل والتكهنات عن مصرعه والجهات المستفيدة من غيابه عن المسرح السياسي والذي تزامن مع عدد من الأحداث التي تمثل انعطافة كبيرة في واقع المنطقة ومستقبل العراق وسوريا ومصر وإسرائيل أيضاً وكذلك بعض الدول العربية الأخرى. توفي عبد السلام عارف في 13 نيسان عام 1966، وفي هذا التاريخ بدأت بوادر انحياز أميركا لإسرائيل في حين كانت قبل ذلك مراقبة للأحداث التي تدور في المنطقة ومتاهبة للدخول فيها كقوة عظمى برزت بعد الحرب العالمية الثانية وافول نجم بريطانيا وفرنسا باعتبارها دول عظمى. وكانت بدايات دخول الولايات المتحدة للمنطقة بعد أحداث السويس أو ما يعرف بالعدوان الثلاثي على مصر عام 1956 إثر إنذارها للدول المعتدية على مصر بالانسحاب وذلك في عهد الرئيس الأميركي الجمهوري دوايت أيزنهاور.
ثم وبعد تولي الرئيس الديمقراطي جون كينيدي نحت الإدارة الأميركية نحو الدخول للمنطقة العربية بأسلوب الصداقة والتعاون مع دول المنطقة حيث كانت لديه عدد من علاقات الاحترام المتبادلة مع بعض زعماء دول المنطقة مثل عبد السلام عارف وجمال عبد الناصر وكميل شمعون والحبيب بورقيبة. والجدير بالذكر أنه كانت لكنيدي آراء شخصية مؤيدة للعرب في نزاعهم مع إسرائيل، التي بقيت بعيدة عن مركز قرار البيت الأبيض بسبب تأثير اللوبي الإسرائيلي داخل الولايات المتحدة وتداعيات الحرب الباردة بين العالمين الغربي والشرقي بزعامة الاتحاد السوفيتي. ولكن بعد حادث مصرع كنيدي الغامض ومجيء نائبه الرئيس ليندون جونسون المعروف بتشدده وميله للتقارب مع إسرائيل واللوبي الإسرائيلي داخل أميركا والذي أدى إلى انعطاف السياسة الاميركية نحو التحالف الاستراتيجي مع إسرائيل، حيث تبين بشكل واضح في دعمها لإسرائيل إبان حرب حزيران 1967 من خلال رسم خطة تجعل من إسرائيل متفوقة على الدول العربية وجيوشها حين عقد كل من الرئيسين عبد السلام عارف وعبد الناصر معاهدات خطيرة مع الاتحاد السوفيتي وألمانيا الشرقية ودول أخرى لتزويد جيوشهم بأحدث التقنيات، فتم تحديث جيوش تلك الدول بأحدث المعدات والأسلحة بضمنها التعاقد على طائرة الميغ 21 والقاصفة أنتونوف ومنظومات الدفاع الجوي وصواريخ أرض-أرض متوسطة المدى. وكان هدف الاتحاد السوفيتي الاقتراب من المياه الدافئة لمنطقة الخليج العربي الاستراتيجية والغنية بالثروات بغية قطع الطريق على الولايات المتحدة التي فرضت طوقا على الاتحاد السوفيتي والمنظومة الاشتراكية من خلال عدد من الدول الحليفة لها مثل إيران في عهد الشاه محمد رضا بهلوي. فكانت إجراءات عبد السلام عارف في مجال التسلح الاستراتيجي تهدد استراتيجيات أميركا في المنطقة وحليفتها الجديدة إسرائيل.

## خططه لمواجهة إسرائيل
من جهة ثانية اعد عبد السلام عارف العدة للتهيؤء للوقوف بوجه إسرائيل وسياستها التوسعية المتزايدة والتي ما انفك زعماؤها يصرحون في كل مناسبة بأن حدود إسرائيل من الفرات إلى النيل، أي من العراق إلى مصر. مما أدى بعبد السلام عارف بالمبادرة إلى القادة العرب بتوحيد القوات العربية في قيادة أركان مشتركة واحدة ووكانت تعد في ذلك الوقت خطوة جريئة تهدد إسرائيل ومطامحها، تلك المبادرة التي تحولت إلى معاهدة الدفاع العربي المشترك. فكانت تخطط إسرائيل لتنفيذ أطماعها التوسعية من خلال شن حرب خاطفة في يونيو/ حزيران 1967 ولابد من التهيئة لهذه الحرب من خلال افتعال الأزمات الاقتصادية في بعض الدول العربية والتشجيع على أحداث فتنة داخلة في مصر وكانت فضيحة لافون خير شاهد على ذلك، حيث قامت بتخريب بعض المؤسسات الأمريكية في مصر وألقيت تبعات ذلك على عاتق القوى المعارضة. علاوة على ذلك، جاءت دعوة سيد قطب للعمال لإحراق معمل حلوان بغية إسقاط الحكومة كما حدث في حريق القاهرة حيث سقط النظام الملكي. ولاحقاً وبعد مصرع عبد السلام عارف سرقت إسرائيل طائرة الميغ 21 على يد الجاسوس الطيار منير روفا كتهيئة لحربها في عام 1967. وضمن هذا النسق كان لا بد من غياب عارف المعروف بمهنيته العسكرية العالية ووطنيته وخصائصه الشخصية التي تعدها إسرائيل خطرا عليها مثل كونه شجاعاً وجسوراً لا يهاب الموت وذو اندفاع نحو تحقيق أهدافه وهذا واضح من خلال دوره في حركة 1958 التي أطاحت بالنظام الملكي حيث صرح وزير خارجيتها بانه لا امن لإسرائيل بوجود قادة عرب كعبد الناصر وعارف، مما أدى بعبد السلام عارف بالمبادرة إلى القادة العرب بتوحيد القوات العربية في قيادة أركان مشتركة واحدة وكانت تعد في ذلك الوقت خطوة جريئة تهدد إسرائيل ومطامحها، تلك المبادرة التي تحولت إلى معاهدة الدفاع العربي المشترك.

## محاولات تعطيل بناء العراق
من العوامل المهمة الأخرى هي اتخاذ عبد السلام عارف لبعض الاجراءات المهمة كمنجزات هدفها ارساء بنية تحتية قوية للبلد وتحديث العراق ومؤسساته كاستيرادهِ للحاسوب العملاق الخاص بالابحاث ووضع الخطط لبناء جهاز مخابرات وطني كان سيقوض دور الجواسيس العاملين بكثرة في العراق والمنطقة وحتما سيقوض دور المصالح الاميركية والبريطانية في العراق كشركة نفط العراق «التي تم تأميمها لاحقاً عام 1972». واعادة تنظيم وتسليح الجيش العراقي بأسلحة ومعدات أدت إلى تفوق العراق على إسرائيل في مجال الأسلحة التقليدية، علاوة على بناء سلسلة من المصانع الضخمة وتأميم المصانع الأجنبية الكبيرة الأخرى.

## الشاه يفرض وصايته على العراق
ومن الجهات المحلية والإقليمية الأخرى المستفيدة من غياب عارف عن مسرح الأحداث هم نظام الشاه في إيران والذي سعى دائما للتوسع على حساب الأراضي العراقية من خلال عدم اعترافه بمعاهدات العراق أو الدولة العثمانية مع إيران منها معاهدة أرض روم ومعاهدة 1937 وغيرها. ويذكر الفريق إبراهيم الداود في مذكراته وهو أحد أعضاء تنظيم الضباط الوطنيين وقائد الحرس الجمهوري في عهد الرئيسين عبد السلام عارف وعبد الرحمن عارف، بان الرئيس كان قبل أيام من مصرعه قد استقبل السفير الإيراني ليتسلم أوراق اعتماده وهو أحد السياسيين البارزين حيث بعد اتمام المراسيم جلس السفير مع عارف يتجاذبان اطراف الحديث طلب عارف ان تحد إيران من هجرة الإيرانيين المتسللين عبر مناطق العمارة من دزفول والشلامجة وان للحكومة الإيرانية ضلع بتشجيع المتسللين، في حين اورد السفير الإيراني طلب الشاه قائلا: " يوصيك الشاه باهل النجف وكربلاء والشيعة بشكل عام " فرد عليه الرئيس: " لو لم نكن في مراسم دبلوماسية لكان لي معك جواب ثاني" فاستفزه السفير بعنجهيته المعهودة قائلا لا يهم تفضل وقل، فتوتر عارف وقال: خسئت أنت وشاهك توصوني بشعبي ان شعبي في عيوني من كافة المشارب والمذاهب " ولم يتسلم اوراق الاعتماد ووضعها على الطاولة التي أمامه قائلا له: "تفضل انتهت المقابلة". وبعد أيام كانت رحلته الأخيرة حيث خصصها لمعالجة مشكلة العوائل الإيرانية المتسللة للعراق إضافة لافتتاح مصنع الأسمنت في البصرة وحصل الحادث بعد ذلك.

## خصوم الامس
ومن الجهات المستفيدة من غياب عارف أيضا هم الشيوعيون الذين اطيح بهم في حركة 8 فبراير / شباط 1963 والبعثيين الذين اطاح بهم في حركة 18 نوفمبر / تشرين 1963. وبعض مراكز القوى العسكرية الطامحة لأحداث انقلابات عسكرية والمعروفة في الساحة يومذاك وكذلك بعض امتدادات الحكم الملكي من قيادات عسكرية وشيوخ عشائر واقطاعيين. علاوة على بعض الدول العربية الملكية التي كانت تنظر إلى ثورات العراق ومصر وسوريا واليمن بعين الريبة للاختلاف الايديولوجي بين هذه الأنظمة ولتهديد هذه الثورات للعبة المصالح الإقليمية والدولية.

## الوزراء والعسكريون الذين توفوا في الحادث

محمد ندى الحياني (متصرف لواء البصرة) كان أحد المتوفين بحادث سقوط الطائرة

كان مع الرئيس عبد السلام عارف عشرة شخصيات من الضباط والوزراء ومنهم:
- اللواء عبد اللطيف الدراجي (وزير الداخلية).
- العميد عبد الهادي الحافظ (وكيل وزير الصناعة).
- المتصرف محمد ندى مطر الحياني (متصرف لواء البصرة).
- الوزير مصطفى عبد الله طه (وزير الصناعة).
- العميد زاهد محمد صالح.
- العميد جهاد احمد فخري.
- الرائد عبد الله مجيد.
- النقيب الطيار خالد محمد نوري.
- النائب ضابط (براد) كريم حميد.
- النائب ضابط (كهربائي) محمد عبد الكريم.

ولقد وثق الحادث بوسائل الاعلام العراقية والأجنبية وسجلت المشاهدة التالية: (كانت شمس يوم الخميس (14نيسان\أبريل) قد اشرقت تماماً وبان كل ما على وجه الأرض القاحلة القريبة من النشوة واضحاً حين حطت طائرة الهليكوبتر التي قادها الملازم الطيار مذكور فليح في حوالي الساعة السادسة والنصف في مكان الحادث حيث شاهد المقدم الركن خالد حسين ناصر ومن كان بصحبته وكذلك الملازم شهاب احمد الدليمي – امر فصيل الحماية الشخصية – الذي تنقل إلى هناك بسيارة رئيس الجمهورية حطام الطائرة متناثرة في بقعة قطرها حوالي (50) متراً وبينها معظم الاشلاء ممزقة ومحترقة ضمن هيكل الطائرة الذي تحول قطعاً صغيرة.
كان الرئيس عبد السلام محمد عارف على بعد ثلاثة امتار من نقطة الاصطدام منكفئاً على وجهه وقد تشابكت يداهُ تحت رأسه، ملصقا وجهه بالأرض، فيما بات شعره محترقًا في بعضهِ، عاكفًا إحدى ساقيه إلى اليسار وقد إحترق كعب قدمه، مرتدياً بذلته المدنية الصيفية ذات اللون الزيتوني، بينما تمزق قسم من سترتهِ عند الظهر، وكانت نقط من الدم متخثرة على فتحتي أنفه، وحالما شاهد الملازم شهاب رئيس الجمهورية بذلك الوضع المأساوي، خلع قمصلته العسكرية ليغطي بها الجثة الهامدة، قبل أن يسقط مغشياً عليه، لم يكن جيب سترة عبد السلام يحتوي شيء سوى مصحف صغير الحجم، ودفتر مذكرات شخصية، وبعض المفاتيح، وكانت أزرار قميصهِ الأبيض قد أنتزعت عن أماكنها، وكان اللواء عبد اللطيف الدراجي أبعد الجميع عن مركز حطام الطائرة، إذ قدرت المسافة عن هيكلها المحترق بثلاثين مترا، وبكامل ملابسهِ عدا سترتهِ التي يبدو أنه خلعها على بعد عشرة أمتار، وقد تحولت إلى شبه رماد، فيما كان مصطفى عبد الله طه على مسافة أربعة أمتار من الرئيس، وقد رقد عبد الهادي الحافظ قريبا منه.
أما الشخوص السبعة الآخرون، فلم يستطع أحد التعرف عليهم بشكل مطلق، سوى محمد الحياني الذي شخص من قلم الحبر الذي كان يحمله. ولربما أمكن الإستدلال بعض الشيء على جثة عبد الله مجيد.
وقد عثر أيضا على خاتم زواج يحمل اسم السيدة شهبال عقيلة السيد مصطفى عبد الله، وعلى السدارة العسكرية للعميد زاهد وعلامة ياقته الحمراء ومسدسه الشخصي.).

في دراسة مطولة للباحث الأكاديمي الدكتور سيار الجميل عن جهاز (حنين السري) الذي كان مسؤولا عنهُ صدام حسين والذي أصبح لاحقا رئيسا للعراق، حيث أسس جهاز حنين السري وفقا للباحث عام 1964 كردة فعل لحزب البعث للصراع الدائر مع الشيوعيين ولمواجهة خروج البعث من السلطة على يد عبد السلام عارف، ومن أهم ما أورده الدكتور سيار الجميل التالي:
((إن جهاز حنين هو المسؤول الحقيقي عن تفجير المروحية التي كانت تقل الرئيس عبد السلام عارف، في حين وصلت الطائرتان المرافقتان إلى البصرة بسلام، ودليله على ذلك، أن مسؤولاً قريباً من مراكز القرار سابقاً ذكر أن عبد الوهاب الأعور ( أحد أعضاء جهاز حنين السري ) وجِد في ذلك اليوم منتحلاً صفة عامل قهوة، ووُجِد قرب المروحية الخاصة بالرئيس الجاثمة قرب منطقة "النشوة" التي كان يزورها الرئيس، مضيفاً أن الجهاز كانت تصلهُ الأخبار والتنقلات الخاصة بالرئيس عبد السلام عارف من خلال أحد الضباط البعثيين، وأن الطائرة لم تسقط وترتطم بالأرض بل انفجرت في الجو نتيجة قنبلة وضعت تحت مقعد الطيار وتناثر حطامها على مساحة واسعة من الأرض، وأن الجثث المتفحمة تماماً كانت متباعدة جداً عن بعضها. ثم أن عبد الوهاب الأعور بعد تعيينه عضواً في القيادة، بدأ يسرب معلومات وصِفت بالخطيرة، فقُتل اثر ذلك)).

## اقرأ أيضاً
راجع المقال الرئيسي عبد السلام عارف.